# Heijmans
Heijmans N.V. er en nederlandsk bygge- og anlægsvirksomhed. Den blev etableret af Jan Heijmans i Rosmalen i 1923. I 1993 blev virksomheden børsnoteret på Amsterdam Stock Exchange. I 2022 havde de en omsætning på 2,2 mia. euro og ca. 6.800 ansatte.